# Tottenham Hotspur Football Club 2023-2024
Questa voce raccoglie le informazioni riguardanti il Tottenham Hotspur Football Club nelle competizioni ufficiali della stagione 2023-2024.

## Stagione

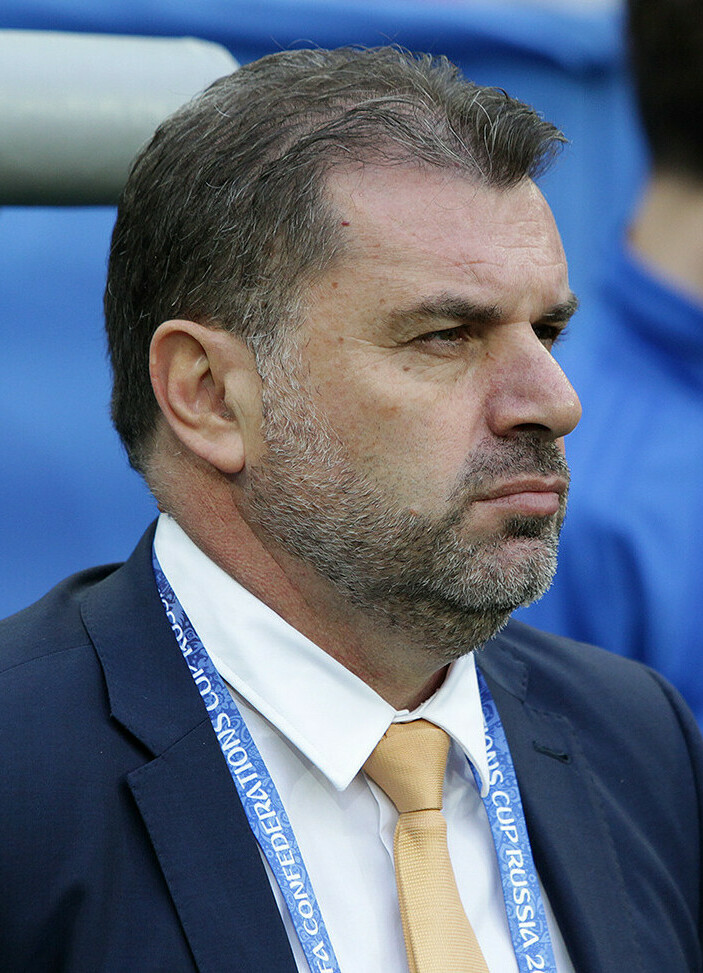
Ange Postecoglou, nuovo allenatore del Tottenham, porta il club al suo miglior avvio di sempre (13 punti in 5 partite) in Premier League. L'australiano, nonostante i risultati altanenanti da novembre in poi, condurrà comunque il club al quinto posto in classifica.

### Antefatti
Dopo il deludente 8º posto della stagione precedente, la dirigenza affida la panchina degli Spurs ad Ange Postecoglou, reduce da due anni alla guida del Celtic, nei quali ha conquistato altrettanti campionati scozzesi. È il primo australiano ad allenare in Premier League.
Per quanto riguarda gli acquisti, il Tottenham preleva dalla Serie A il portiere Guglielmo Vicario e il terzino sinistro Destiny Udogie, rispettivamente da Empoli e Udinese. Dal neoretrocesso Leicester arriva James Maddison per 45 milioni di sterline, mentre dallo Shakhtar Donetsk giunge l'attaccante israeliano Manor Solomon. La rosa viene infine puntellata con acquisti di prospettiva: la difesa viene rinforzata infatti con l'arrivo del ventiduenne olandese Micky van de Ven dal Wolfsburg, mentre dall'Argentina giunge l'attaccante Alejo Véliz, classe 2003.
Per quanto riguarda le uscite, Lucas Moura, l'eroe della semifinale di Champions 2019 contro l'Ajax, lascia Londra dopo cinque anni per far ritorno al San Paolo, mentre Harry Winks si trasferisce al Leicester nell'ambito dell'affare Maddison. La cessione più significativa è comunque quella del bomber Harry Kane, primatista di reti col club, che lascia il Tottenham dopo undici anni, in seguito ad una lunga trattativa che lo porta al Bayern Monaco per 100 milioni di euro. 
Con la partenza di Kane e Hugo Lloris messo fuori rosa, è Son Heung-min il capitano degli Spurs designato per la nuova stagione.

### Premier League

#### Girone di andata
Dopo il pareggio per 2-2 col Brentford alla prima giornata, il Tottenham vince tre partite di seguito contro Manchester United, Bournemouth e Burnley, issandosi dopo quattro giornate al secondo posto, alle spalle dei soli campioni in carica del Manchester City. Il successo in rimonta della giornata dopo contro lo Sheffield United determina il miglior avvio di sempre in campionato (13 punti in 5 partite) nella storia del club. Alla sesta giornata, il pareggio per 2-2 nel derby contro l'Arsenal interrompe la striscia di quattro vittorie consecutive ma prosegue l'imbattibilità in campionato per entrambi i club londinesi. Il 30 settembre 2023 il Tottenham torna al successo, vincendo 2-1 contro il Liverpool sempre nei minuti di recupero, in un match caratterizzato tuttavia dall'annullamento per fuorigioco di un gol regolare da parte dei Reds. Nei giorni successivi l'ente inglese degli arbitraggi si scusa col Liverpool per l'errore e rende pubblica la registrazione degli assistenti in campo e in sala VAR. L'episodio causerà comunque discussioni e polemiche, oltre che a delle correzioni per migliorare le comunicazioni tra arbitro e assistente tecnologico in Inghilterra. Il successo col Liverpool conferma comunque il secondo posto in classifica degli Spurs, distanti ora un solo punto dal City, sconfitto 2-1 a Wolverhampton. Nella giornata successiva, approfittando della sconfitta della squadra di Guardiola contro l'Arsenal, gli uomini di Postecoglu trionfano in casa del Luton Town e scavalcano il City, balzando così al primo posto in classifica, in concomitanza proprio coi Gunners. Grazie alle vittorie contro Fulham e Crystal Palace la squadra conquista la vetta solitaria in Premier ma il 6 novembre, all'undicesima giornata, incappa nella prima sconfitta in campionato in un altro derby di Londra, questa volta contro il Chelsea dell'ex allenatore Pochettino, perdendo così il primato in classifica. A partire da questo momento, gli Spurs aprono un ciclo di risultati negativi, arrivando a perdere 4 delle 5 partite successive, con l'unico punto nel mirabolante 3-3 all'Etihad contro il City. Il 10 dicembre interrompono il trend negativo, vincendo 4-1 in casa contro il Newcastle e tornando così al successo dopo un mese e mezzo. Chiudono il girone d'andata al quinto posto, con altre due vittorie e una sconfitta per 4-2 in casa del Brighton di De Zerbi.

#### Girone di ritorno
Il Tottenham inizia il girone di ritorno ritrovando la vittoria per 3-1 contro il Bournemouth, nell'ultimo incontro del 2023. Successivamente gli Spurs sorpassano l'Aston Villa al quarto posto grazie a due pareggi esterni per 2-2 contro Manchester United ed Everton e due successi casalinghi contro Brentford (3-2) e Brighton (2-1). La sconfitta in casa del 17 febbraio 2024 col Wolverhampton, la prima del girone di ritorno, costringe la squadra di Postecoglu a staccarsi dal quartetto di testa. Agli inizi di marzo, le vittorie contro Crystal Palace (3-1) e soprattutto nello scontro diretto a Birmingham contro l'Aston Villa (4-0) permettono comunque agli Spurs di accorciare le distanze a due punti dal quarto posto occupato proprio dai Villans di Unai Emery. La sconfitta per 3-0 a Craven Cottage contro il Fulham è una brusca battuta d'arresto nella corsa Champions, lontana ora tre punti, anche se i londinesi hanno ancora una partita da recuperare contro il Chelsea, a causa degli impegni dei Blues in Coppa di Lega. Ad inizio aprile la squadra di Postecoglu aggancia l'Aston Villa al quarto posto, complici le due vittorie contro Luton e Nottingham Forest e il pareggio per 1-1 nel derby londinese contro il West Ham. Il 13 aprile cade tuttavia rovinosamente a St James' Park contro il Newcastle (4-0), dando inizio ad un filotto negativo di quattro sconfitte consecutive, tra cui quella per 2-3 nel North London Derby contro un Arsenal in piena lotta per il titolo nazionale. L'11 maggio gli Spurs tornano alla vittoria dopo più di un mese contro il Burney (2-1), il quale retrocede matematicamente in Championship a seguito di questa sconfitta. Tre giorni dopo gli uomini di Postecoglu perdono 0-2 il recupero contro il Manchester City, abbandonando definitivamente le speranze di andare in Champions, dato che il quarto posto dista ora cinque punti con una sola gara da disputare. Il Tottenham vince 3-0 sul campo del già retrocesso Sheffield United all'ultima giornata di campionato, confermando la quinta posizione.

### FA Cup
Superato di misura il Burnley al terzo turno del 5 gennaio 2024, match deciso da una rete da fuori area di Pedro Porro, il Tottenham viene sconfitto alla fase successiva della Coppa d'Inghilterra dai campioni in carica del Manchester City, vincitori per 1-0 grazie al gol nel finale di Aké.

### EFL Cup
Il Tottenham abbandona la Coppa di Lega già a fine agosto, perdendo ai trentaduesimi di finale contro il Fulham ai rigori (1-1 dopo i 90 minuti).

## Maglie e sponsor
Il fornitore tecnico per la stagione 2023-2024 è Nike, mentre lo sponsor ufficiale è AIA.
Per la divisa casalinga, viene scelto un modello all white che vede, oltre alla casacca, anche i pantaloncini ed i calzettoni totalmente bianchi, elemento che mancava nelle maglie Spurs dall'annata 2012-2013. Il colore principale della maglia da trasferta, che presenta per la prima volta i loghi del club e di Nike iridescenti, è invece una combinazione tra blu scuro e viola chiaro. Per la terza divisa si è optato invece per un inedito colore beige scuro.
| Casa |  | Trasferta |  | Terza divisa |

## Rosa
Rosa, numerazione e ruoli, tratti dal sito ufficiale, sono aggiornati all'11 gennaio 2024.
| N. |                          | Ruolo | Calciatore            |
| -- | ------------------------ | ----- | --------------------- |
| 1  | Francia (bandiera)       | P     | Hugo Lloris           |
| 4  | Inghilterra (bandiera)   | C     | Oliver Skipp          |
| 5  | Danimarca (bandiera)     | C     | Pierre-Emile Højbjerg |
| 6  | Colombia (bandiera)      | D     | Davinson Sánchez      |
| 6  | Romania (bandiera)       | D     | Radu Drăgușin         |
| 7  | Corea del Sud (bandiera) | A     | Son Heung-min ()      |
| 8  | Mali (bandiera)          | C     | Yves Bissouma         |
| 9  | Brasile (bandiera)       | A     | Richarlison           |
| 10 | Inghilterra (bandiera)   | C     | James Maddison        |
| 11 | Spagna (bandiera)        | A     | Bryan Gil             |
| 12 | Brasile (bandiera)       | D     | Emerson Royal         |
| 13 | Italia (bandiera)        | P     | Guglielmo Vicario     |
| 14 | Croazia (bandiera)       | C     | Ivan Perišić          |
| 15 | Inghilterra (bandiera)   | D     | Eric Dier             |
| 16 | Germania (bandiera)      | A     | Timo Werner           |
| 17 | Argentina (bandiera)     | D     | Cristian Romero       |
| 18 | Argentina (bandiera)     | C     | Giovani Lo Celso      |
| 19 | Inghilterra (bandiera)   | D     | Ryan Sessegnon        |

| N. |                        | Ruolo | Calciatore        |
| -- | ---------------------- | ----- | ----------------- |
| 20 | Inghilterra (bandiera) | P     | Fraser Forster    |
| 21 | Svezia (bandiera)      | C     | Dejan Kulusevski  |
| 22 | Galles (bandiera)      | A     | Brennan Johnson   |
| 23 | Spagna (bandiera)      | D     | Pedro Porro       |
| 24 | Inghilterra (bandiera) | D     | Djed Spence       |
| 27 | Israele (bandiera)     | A     | Manor Solomon     |
| 29 | Senegal (bandiera)     | C     | Pape Matar Sarr   |
| 30 | Uruguay (bandiera)     | C     | Rodrigo Bentancur |
| 33 | Galles (bandiera)      | D     | Ben Davies        |
| 35 | Inghilterra (bandiera) | D     | Ashley Phillips   |
| 36 | Argentina (bandiera)   | A     | Alejo Véliz       |
| 37 | Paesi Bassi (bandiera) | D     | Micky van de Ven  |
| 38 | Italia (bandiera)      | D     | Destiny Udogie    |
| 40 | Inghilterra (bandiera) | P     | Brandon Austin    |
| 41 | Inghilterra (bandiera) | P     | Alfie Whiteman    |
| 44 | Inghilterra (bandiera) | A     | Dane Scarlett     |
| 59 | Inghilterra (bandiera) | A     | Mikey Moore       |

## Calciomercato

### Sessione estiva
| Acquisti         | Acquisti          | Acquisti         | Acquisti                     |
| R.               | Nome              | da               | Modalità                     |
| ---------------- | ----------------- | ---------------- | ---------------------------- |
| C                | Micky van de Ven  | Wolfsburg        | definitivo (40 milioni €)    |
| P                | Guglielmo Vicario | Empoli           | definitivo (20 milioni €)    |
| A                | Alejo Véliz       | Rosario Central  | definitivo (15 milioni €)    |
| D                | Destiny Udogie    | Udinese          | fine prestito                |
| D                | Pedro Porro       | Sporting Lisbona | definitivo (40 milioni €)    |
| C                | Dejan Kulusevski  | Juventus         | definitivo (30 milioni €)    |
| C                | James Maddison    | Leicester City   | definitivo (46,30 milioni €) |
| A                | Manor Solomon     | Šachtar          | prestito                     |
| Altre operazioni |                   |                  |                              |
| R.               | Nome              | da               | Modalità                     |
| D                | Joe Rodon         | Rennes           | fine prestito                |
| D                | Djed Spence       | Rennes           | fine prestito                |
| D                | Sergio Reguilón   | Atlético Madrid  | fine prestito                |
| C                | Tanguy Ndombele   | Napoli           | fine prestito                |
| C                | Harry Winks       | Sampdoria        | fine prestito                |
| C                | Giovani Lo Celso  | Villarreal       | fine prestito                |
| A                | Bryan Gil         | Siviglia         | fine prestito                |

| Cessioni         | Cessioni         | Cessioni       | Cessioni                     |
| R.               | Nome             | a              | Modalità                     |
| ---------------- | ---------------- | -------------- | ---------------------------- |
| A                | Harry Kane       | Bayern Monaco  | definitivo (100 milioni €)   |
| D                | Davinson Sánchez | Galatasaray    | definitivo (9,5 milioni €)   |
| D                | Djed Spence      | Leeds Utd      | prestito                     |
| D                | Clément Lenglet  | Barcellona     | fine prestito                |
| C                | Harry Winks      | Leicester City | definitivo (11,60 milioni €) |
| A                | Lucas Moura      |                | svincolato                   |
| A                | Arnaut Danjuma   | Villarreal     | fine prestito                |
| D                | Japhet Tanganga  | Augusta        | prestito                     |
| Altre operazioni |                  |                |                              |
| R.               | Nome             | a              | Modalità                     |

### Sessione invernale
| Acquisti         | Acquisti        | Acquisti       | Acquisti                  |
| R.               | Nome            | da             | Modalità                  |
| ---------------- | --------------- | -------------- | ------------------------- |
| A                | Timo Werner     | RB Lipsia      | prestito                  |
| D                | Radu Drăgușin   | Genoa          | definitivo (25 milioni €) |
| Altre operazioni |                 |                |                           |
| R.               | Nome            | da             | Modalità                  |
| D                | Djed Spence     | Leeds Utd      | fine prestito             |
| D                | Sergio Reguilón | Manchester Utd | risoluzione prestito      |
| D                | Japhet Tanganga | Augusta        | risoluzione prestito      |

| Cessioni         | Cessioni        | Cessioni       | Cessioni                         |
| R.               | Nome            | a              | Modalità                         |
| ---------------- | --------------- | -------------- | -------------------------------- |
| P                | Hugo Lloris     | Los Angeles FC | gratuito                         |
| D                | Ashley Phillips | Plymouth       | prestito                         |
| D                | Eric Dier       | Bayern Monaco  | prestito                         |
| C                | Ivan Perišić    | Hajduk Spalato | prestito                         |
| Altre operazioni |                 |                |                                  |
| R.               | Nome            | a              | Modalità                         |
| D                | Djed Spence     | Genoa          | prestito con diritto di riscatto |
| D                | Sergio Reguilón | Brentford      | prestito                         |
| D                | Japhet Tanganga | Millwall       | prestito                         |
| A                | Alejo Véliz     | Siviglia       | prestito                         |

## Risultati

### Premier League

#### Girone di andata
| Arbitro: | Jones |

|                             |           |                          |
| Mbeumo 26’ (rig.) Wissa 36’ | Marcatori | 11’ Romero 45+4’ Emerson |

| Arbitro: | Oliver |

|                              |           |  |
| Sarr 49’ Martínez 83’ (aut.) | Marcatori |  |

| Arbitro: | Robinson |

|  |           |                             |
|  | Marcatori | 17’ Maddison 63’ Kulusevski |

| Arbitro: | England |

|                           |           |                                             |
| Foster 4’ Brownhill 90+4’ | Marcatori | 16’, 63’, 66’ Son 45+2’ Romero 54’ Maddison |

| Arbitro: | Bankes |

|                                     |           |           |
| Richarlison 90+8’ Kulusevski 90+11’ | Marcatori | 73’ Hamer |

| Arbitro: | Jones |

|                                   |           |              |
| Romero 26’ (aut.) Saka 54’ (rig.) | Marcatori | 42’, 55’ Son |

| Arbitro: | Hooper |

|                            |           |             |
| Son 36’ Matip 90+6’ (aut.) | Marcatori | 45+4’ Gakpo |

| Arbitro: | Brooks |

|  |           |                |
|  | Marcatori | 52’ Van de Ven |

| Arbitro: | Taylor |

|                      |           |  |
| Son 36’ Maddison 54’ | Marcatori |  |

| Arbitro: | Madley |

|               |           |                         |
| J. Ayew 90+4’ | Marcatori | 53’ (aut.) Ward 66’ Son |

| Arbitro: | Oliver |

|               |           |                                             |
| Kulusevski 6’ | Marcatori | 35’ (rig.) Palmer 75’, 90+4’, 90+7’ Jackson |

| Arbitro: | Robinson |

|                            |           |               |
| Sarabia 90+1’ Lemina 90+7’ | Marcatori | 3’ B. Johnson |

| Arbitro: | Jones |

|              |           |                             |
| Lo Celso 22’ | Marcatori | 45+7’ P. Torres 61’ Watkins |

| Arbitro: | Hooper |

|                                      |           |                                    |
| Son 9’ (aut.) Foden 31’ Grealish 81’ | Marcatori | 6’ Son 69’ Lo Celso 90’ Kulusevski |

| Arbitro: | Salisbury |

|            |           |                           |
| Romero 11’ | Marcatori | 52’ Bowen 74’ Ward-Prowse |

| Arbitro: | Kavanagh |

|                                                |           |                 |
| Udogie 26’ Richarlison 38’, 60’ Son 85’ (rig.) | Marcatori | 90+2’ Joelinton |

| Arbitro: | Gillett |

|  |           |                                  |
|  | Marcatori | 45+2’ Richarlison 65’ Kulusevski |

| Arbitro: | Attwell |

|                        |           |                 |
| Richarlison 9’ Son 18’ | Marcatori | 82’ André Gomes |

| Arbitro: | Gillett |

|                                                                 |           |                      |
| Hinshelwood 11’ João Pedro 23’ (rig.), 75’ (rig.) Estupiñán 63’ | Marcatori | 81’ Véliz 85’ Davies |

#### Girone di ritorno
| Arbitro: | Hooper |

|                                 |           |           |
| Sarr 9’ Son 71’ Richarlison 80’ | Marcatori | 84’ Scott |

| Arbitro: | Brooks |

|                         |           |                               |
| Højlund 3’ Rashford 40’ | Marcatori | 19’ Richarlison 46’ Bentancur |

| Arbitro: | Coote |

|                                           |           |                      |
| Udogie 48’ B. Johnson 49’ Richarlison 56’ | Marcatori | 15’ Maupay 67’ Toney |

| Arbitro: | Oliver |

|                                |           |                     |
| Harrison 30’ Branthwaite 90+4’ | Marcatori | 4’, 41’ Richarlison |

| Arbitro: | Barrott |

|                           |           |                 |
| Sarr 61’ B. Johnson 90+6’ | Marcatori | 17’ (rig.) Groß |

| Arbitro: | Taylor |

|                |           |                     |
| Kulusevski 46’ | Marcatori | 42’, 63’ João Gomes |

| Arbitro: | R. Jones |

|                          |           |  |
| Chalobah 24’ Jackson 72’ | Marcatori |  |

| Arbitro: | Brooks |

|                               |           |         |
| Werner 77’ Romero 80’ Son 88’ | Marcatori | 59’ Eze |

| Arbitro: | Kavanagh |

|  |           |                                                    |
|  | Marcatori | 50’ Maddison 53’ B. Johnson 90+1’ Son 90+4’ Werner |

| Arbitro: | R. Jones |

|                          |           |  |
| Muniz 42’, 61’ Lukić 49’ | Marcatori |  |

| Arbitro: | Gillett |

|                           |           |          |
| Kaboré 51’ (aut.) Son 86’ | Marcatori | 3’ Chong |

| Arbitro: | Brooks |

|           |           |               |
| Zouma 19’ | Marcatori | 5’ B. Johnson |

| Arbitro: | Hooper |

|                                             |           |          |
| Murillo 15’ (aut.) Van De Ven 52’ Porro 58’ | Marcatori | 27’ Wood |

| Arbitro: | Robinson |

|                                    |           |  |
| Isak 30’, 51’ Gordon 32’ Schär 87’ | Marcatori |  |

| Arbitro: | Kavanagh |

|  |           |                           |
|  | Marcatori | 51’, 90+1’ (rig.) Haaland |

| Arbitro: | Oliver |

|                           |           |                                          |
| Romero 64’ Son 87’ (rig.) | Marcatori | 15’ (aut.) Højbjerg 27’ Saka 38’ Havertz |

| Arbitro: | Tierney |

|                                               |           |                         |
| Salah 16’ Robertson 45’ Gakpo 50’ Elliott 59’ | Marcatori | 72’ Richarlison 77’ Son |

| Arbitro: | Gillett |

|                          |           |                  |
| Porro 32’ Van de Ven 82’ | Marcatori | 25’ Bruun Larsen |

| Arbitro: | A. Madley |

|  |           |                               |
|  | Marcatori | 14’, 65’ Kulusevski 59’ Porro |

### FA Cup
| Arbitro: | Barrott |

|           |           |  |
| Porro 79’ | Marcatori |  |

| Arbitro: | Tierney |

|  |           |         |
|  | Marcatori | 88’ Aké |

### EFL Cup
| Arbitro: | Smith |

|                                      |                      |                                    |
| Van de Ven 19’ (aut.)                | Marcatori            | 56’ Richarlison                    |
| Pereira Jiménez Wilson Palhinha Tete | Tiri di rigore 5 – 4 | Son Kulusevski D. Sánchez Maddison |

## Statistiche finali

### Statistiche di squadra
| Competizione   | Punti                   | In casa | In casa | In casa | In casa | In casa | In casa | In trasferta | In trasferta | In trasferta | In trasferta | In trasferta | In trasferta | Totale | Totale | Totale | Totale | Totale | Totale | DR  |
| Competizione   | Punti                   | G       | V       | N       | P       | Gf      | Gs      | G            | V            | N            | P            | Gf           | Gs           | G      | V      | N      | P      | Gf     | Gs     | DR  |
| -------------- | ----------------------- | ------- | ------- | ------- | ------- | ------- | ------- | ------------ | ------------ | ------------ | ------------ | ------------ | ------------ | ------ | ------ | ------ | ------ | ------ | ------ | --- |
| Premier League | 66                      | 19      | 13      | 0       | 6       | 38      | 27      | 19           | 7            | 6            | 6            | 36           | 34           | 38     | 20     | 6      | 12     | 74     | 61     | +13 |
| FA Cup         | -                       | 2       | 1       | 0       | 1       | 1       | 1       | -            | -            | -            | -            | -            | -            | 2      | 1      | 0      | 1      | 1      | 1      | 0   |
| EFL Cup        | Trentaduesimi di finale | -       | -       | -       | -       | -       | -       | 1            | 0            | 1            | 0            | 1            | 1            | 1      | 0      | 1      | 0      | 1      | 1      | 0   |
| Totale         | -                       | 21      | 14      | 0       | 7       | 39      | 28      | 20           | 7            | 7            | 6            | 37           | 35           | 41     | 21     | 7      | 13     | 76     | 63     | +13 |

### Andamento in campionato
| Giornata  | 1 | 2 | 3 | 4 | 5 | 6 | 7 | 8 | 9 | 10 | 11 | 12 | 13 | 14 | 15 | 16 | 17 | 18 | 19 | 20 | 21 | 22 | 23 | 24 | 25 | 26 | 27 | 28 | 29 | 30 | 31 | 32 | 33 | 34 | 35 | 36 | 37 | 38 |
| --------- | - | - | - | - | - | - | - | - | - | -- | -- | -- | -- | -- | -- | -- | -- | -- | -- | -- | -- | -- | -- | -- | -- | -- | -- | -- | -- | -- | -- | -- | -- | -- | -- | -- | -- | -- |
| Luogo     | T | C | T | T | C | T | C | T | C | T  | C  | T  | C  | T  | C  | C  | T  | C  | T  | C  | T  | C  | T  | C  | C  | T  | C  | T  | T  | C  | T  | C  | T  | C  | C  | T  | C  | T  |
| Risultato | N | V | V | V | V | N | V | V | V | V  | P  | P  | P  | N  | P  | V  | V  | V  | P  | V  | N  | V  | N  | V  | P  | P  | V  | V  | P  | V  | N  | V  | P  | P  | P  | P  | V  | V  |
| Posizione | 8 | 6 | 3 | 2 | 2 | 4 | 2 | 1 | 1 | 1  | 2  | 4  | 5  | 5  | 5  | 5  | 5  | 4  | 5  | 5  | 5  | 4  | 5  | 4  | 5  | 5  | 5  | 5  | 5  | 5  | 5  | 4  | 5  | 5  | 5  | 5  | 5  | 5  |

Legenda:

Luogo: C = Casa; T = Trasferta. Risultato: V = Vittoria; N = Pareggio; P = Sconfitta.

### Statistiche dei giocatori
Sono in corsivo i calciatori che hanno lasciato la società a stagione in corso.
| Giocatore     | Premier League | Premier League | Premier League | Premier League | FA Cup   | FA Cup | FA Cup      | FA Cup     | League Cup | League Cup | League Cup  | League Cup | Totale   | Totale | Totale      | Totale     |
| Giocatore     | Presenze       | Reti           | Ammonizioni    | Espulsioni     | Presenze | Reti   | Ammonizioni | Espulsioni | Presenze   | Reti       | Ammonizioni | Espulsioni | Presenze | Reti   | Ammonizioni | Espulsioni |
| ------------- | -------------- | -------------- | -------------- | -------------- | -------- | ------ | ----------- | ---------- | ---------- | ---------- | ----------- | ---------- | -------- | ------ | ----------- | ---------- |
| R. Bentancur  | 23             | 1              | 6              | 0              | 2        | 0      | 0           | 0          | 0          | 0          | 0           | 0          | 25       | 1      | 6           | 0          |
| Y. Bissouma   | 28             | 0              | 9              | 2              | 0        | 0      | 0           | 0          | 0          | 0          | 0           | 0          | 28       | 0      | 9           | 2          |
| B. Davies     | 17             | 1              | 2              | 0              | 1        | 0      | 0           | 0          | 1          | 0          | 0           | 0          | 19       | 1      | 2           | 0          |
| E. Dier       | 4              | 0              | 0              | 0              | 0        | 0      | 0           | 0          | 0          | 0          | 0           | 0          | 4        | 0      | 0           | 0          |
| J. Donley     | 3              | 0              | 1              | 0              | 1        | 0      | 0           | 0          | 0          | 0          | 0           | 0          | 4        | 0      | 1           | 0          |
| R. Drăgușin   | 9              | 0              | 1              | 0              | 0        | 0      | 0           | 0          | 0          | 0          | 0           | 0          | 9        | 0      | 1           | 0          |
| F. Forster    | 0              | 0              | 0              | 0              | 0        | 0      | 0           | 0          | 1          | -1         | 0           | 0          | 1        | -1     | 0           | 0          |
| B. Gil        | 11             | 0              | 0              | 0              | 1        | 0      | 0           | 0          | 0          | 0          | 0           | 0          | 12       | 0      | 0           | 0          |
| P. Højbjerg   | 36             | 0              | 3              | 0              | 2        | 0      | 0           | 0          | 1          | 0          | 0           | 0          | 39       | 0      | 3           | 0          |
| B. Johnson    | 32             | 5              | 3              | 0              | 2        | 0      | 0           | 0          | 0          | 0          | 0           | 0          | 34       | 5      | 3           | 0          |
| D. Kulusevski | 36             | 8              | 6              | 0              | 2        | 0      | 0           | 0          | 1          | 0          | 0           | 0          | 39       | 8      | 6           | 0          |
| G. Lo Celso   | 22             | 2              | 2              | 0              | 1        | 0      | 0           | 0          | 1          | 0          | 0           | 0          | 24       | 2      | 2           | 0          |
| J. Maddison   | 28             | 4              | 5              | 0              | 1        | 0      | 0           | 0          | 1          | 0          | 0           | 0          | 30       | 4      | 5           | 0          |
| M. Moore      | 2              | 0              | 0              | 0              | 0        | 0      | 0           | 0          | 0          | 0          | 0           | 0          | 2        | 0      | 0           | 0          |
| I. Perišić    | 5              | 0              | 2              | 0              | 0        | 0      | 0           | 0          | 1          | 0          | 0           | 0          | 6        | 0      | 2           | 0          |
| P. Porro      | 35             | 3              | 3              | 0              | 2        | 1      | 1           | 0          | 0          | 0          | 0           | 0          | 37       | 4      | 4           | 0          |
| Richarlison   | 28             | 11             | 3              | 0              | 2        | 0      | 0           | 0          | 1          | 1          | 0           | 0          | 31       | 12     | 3           | 0          |
| C. Romero     | 33             | 5              | 7              | 1              | 1        | 0      | 0           | 0          | 0          | 0          | 0           | 0          | 34       | 5      | 7           | 1          |
| Emerson Royal | 22             | 1              | 4              | 0              | 1        | 0      | 0           | 0          | 1          | 0          | 0           | 0          | 24       | 1      | 4           | 0          |
| D. Sánchez    | 1              | 0              | 1              | 0              | 0        | 0      | 0           | 0          | 1          | 0          | 0           | 0          | 2        | 0      | 1           | 0          |
| P. M. Sarr    | 34             | 3              | 7              | 0              | 0        | 0      | 0           | 0          | 1          | 0          | 0           | 0          | 35       | 3      | 7           | 0          |
| D. Scarlett   | 4              | 0              | 0              | 0              | 2        | 0      | 0           | 0          | 1          | 0          | 0           | 0          | 7        | 0      | 0           | 0          |
| R. Sessegnon  | 0              | 0              | 0              | 0              | 1        | 0      | 0           | 0          | 0          | 0          | 0           | 0          | 1        | 0      | 0           | 0          |
| O. Skipp      | 21             | 0              | 3              | 0              | 2        | 0      | 0           | 0          | 1          | 0          | 0           | 0          | 24       | 0      | 3           | 0          |
| M. Solomon    | 5              | 0              | 1              | 0              | 0        | 0      | 0           | 0          | 1          | 0          | 0           | 0          | 6        | 0      | 1           | 0          |
| H-m. Son      | 35             | 17             | 1              | 0              | 0        | 0      | 0           | 0          | 1          | 0          | 0           | 0          | 36       | 17     | 1           | 0          |
| D. Udogie     | 28             | 2              | 6              | 1              | 2        | 0      | 1           | 0          | 0          | 0          | 0           | 0          | 30       | 2      | 7           | 1          |
| M. Van de Ven | 27             | 2              | 5              | 0              | 1        | 0      | 0           | 0          | 1          | 0          | 1           | 0          | 29       | 2      | 6           | 0          |
| A. Véliz      | 8              | 1              | 1              | 0              | 0        | 0      | 0           | 0          | 0          | 0          | 0           | 0          | 8        | 1      | 1           | 0          |
| T. Werner     | 13             | 2              | 1              | 0              | 1        | 0      | 0           | 0          | 0          | 0          | 0           | 0          | 14       | 2      | 1           | 0          |
| G. Vicario    | 38             | -61            | 2              | 0              | 2        | -1     | 0           | 0          | 0          | 0          | 0           | 0          | 40       | -62    | 2           | 0          |